# Canal de las Morenas
Canal de las Morenas – cieśnina oddzielająca hiszpańskie wyspy Alborán i Nubes. Jej szerokość wynosi około 100 m, a głębokość nie przekracza 2 m.